# Le Cloître-Saint-Thégonnec
Le Cloître-Saint-Thégonnec (Bretons: Ar C'hloastr-Plourin) is een gemeente in het Franse departement Finistère (regio Bretagne) en telt 569 inwoners (1999). De plaats maakt deel uit van het arrondissement Morlaix.

## Geografie
De oppervlakte van Le Cloître-Saint-Thégonnec bedraagt 28,3 km², de bevolkingsdichtheid is 20,1 inwoners per km².
De onderstaande kaart toont de ligging van Le Cloître-Saint-Thégonnec met de belangrijkste infrastructuur en aangrenzende gemeenten.

## Demografie
Onderstaande figuur toont het verloop van het inwonertal (bron: INSEE-tellingen).

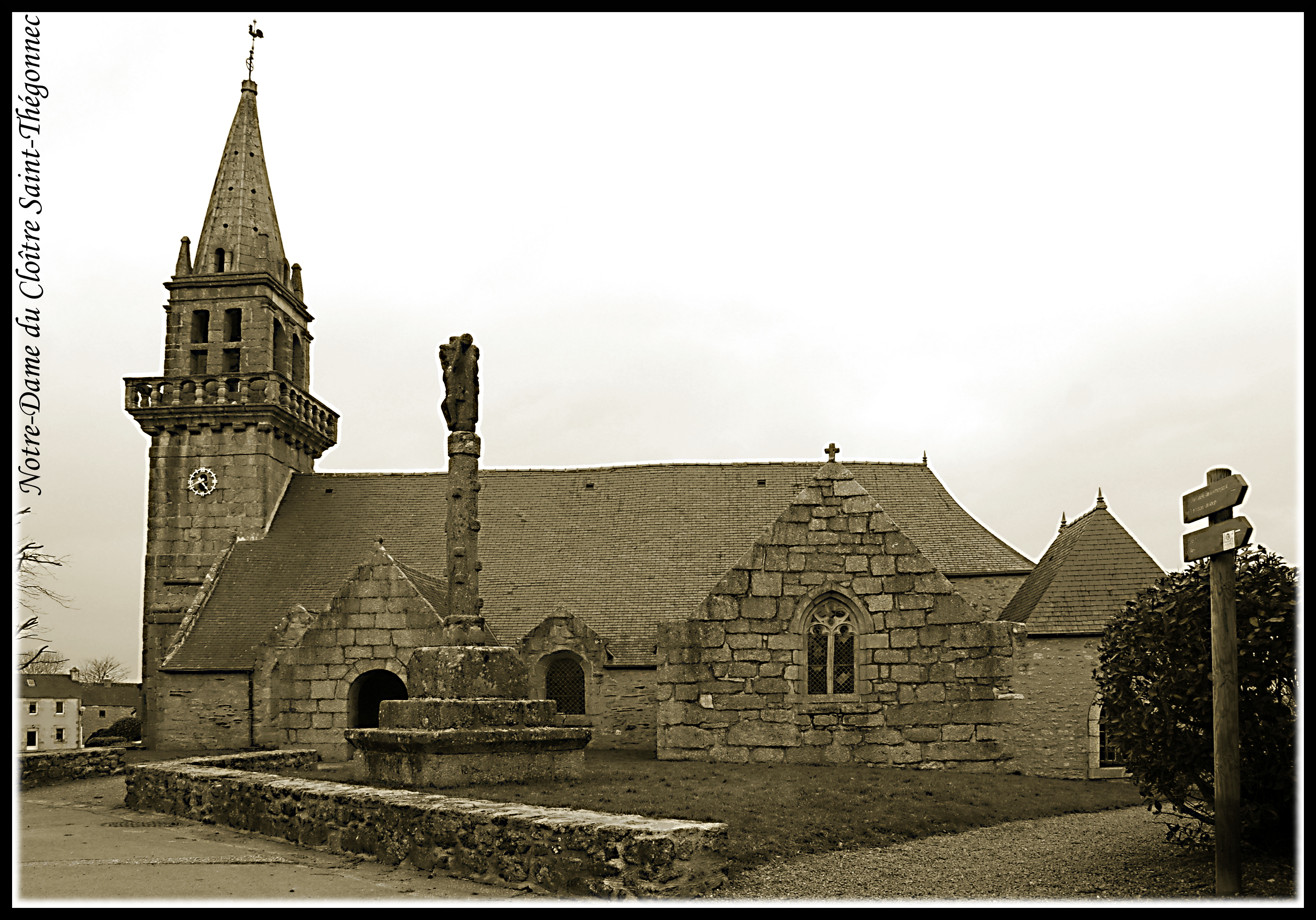
Notre Dame du Cloître Saint-Thégonnec

1. ↑  Populations de référence 2022.